# Sebastián Simonet
Sebastián Simonet (ur. 12 maja 1986 w Buenos Aires), argentyński piłkarz ręczny, reprezentant kraju grający jako rozgrywający. Obecnie występuje w Division 1, w drużynie US Ivry Handball.
Jego ojciec Luis był szczypiornistą reprezentacji Argentyny w latach 80, a jego młodszy brat, Diego również uprawia piłkę ręczną.